# پایگاه‌داده زیست‌شناختی

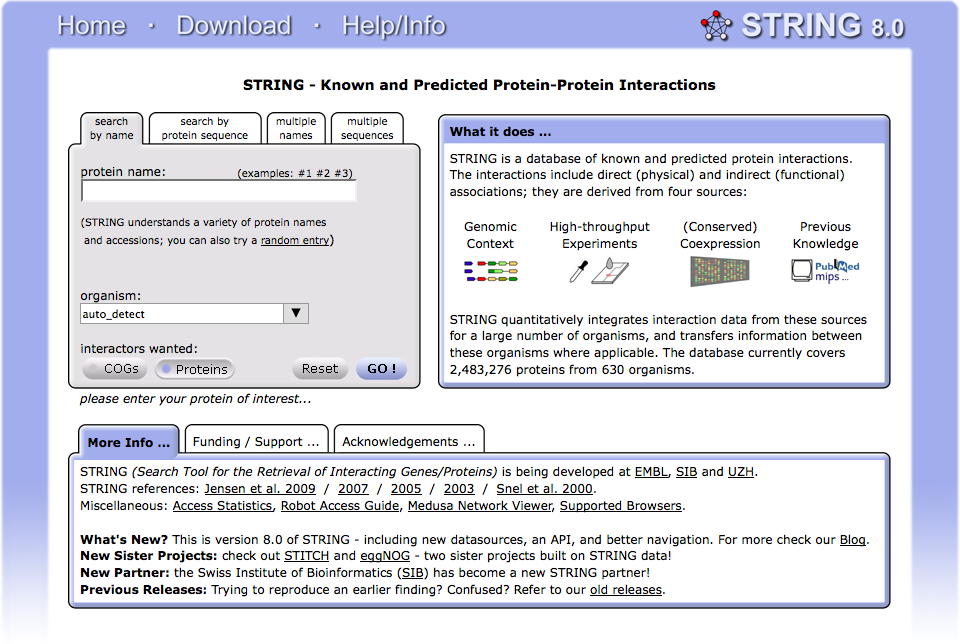
صفحه اصلی یک پایگاه داده زیست‌شناختی به نام STRING که پیوندهای کارکردی بین پروتئین‌ها را مشخص می‌کند.

پایگاه‌داده زیست‌شناختی (به انگلیسی: Biological database)، کتابخانه‌های علوم زیستی هستند که از آزمایش‌های علمی، ادبیات منتشرشده، فناوری آزمایش‌های پرتوان و تحلیل محاسباتی جمع‌آوری شده‌اند. آنها دارای اطلاعاتی از حوزه‌های پژوهشی مانند ژنومیک، پروتئومیکس، متابونومیک، بیان ژن ریزآرایه و تبارزایی هستند. اطلاعات موجود در پایگاه‌داده‌های زیست‌شناختی شامل عملکرد ژن، ساختار، محلی‌سازی (اعم از سلولی و کروموزومی)، اثرات بالینی جهش‌ها و همچنین شباهت‌های توالی‌ها و ساختارهای زیست‌شناختی است.

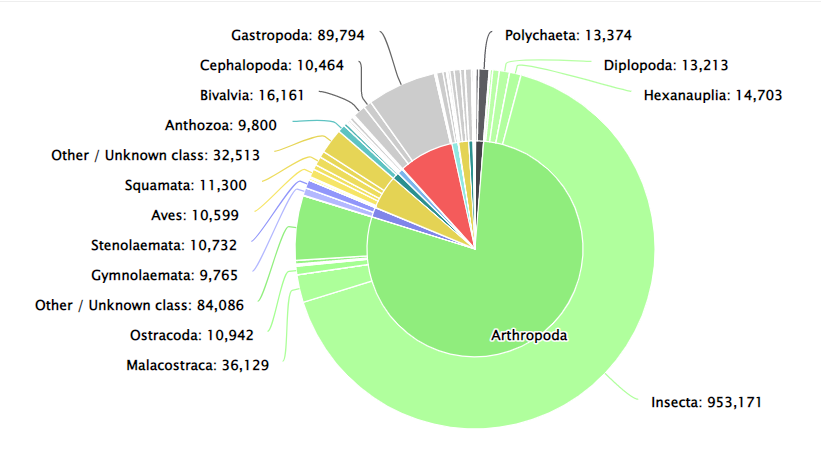
گروه‌های جانوری و تعداد گونه‌های آنها از کاتالوگ زندگی.